# Parexarnis laetifica
Parexarnis laetifica là một loài bướm đêm trong họ Noctuidae.